# العلاقات الإندونيسية الهندوراسية
العلاقات الإندونيسية الهندوراسية هي العلاقات الثنائية التي تجمع بين إندونيسيا وهندوراس.

## مقارنة بين البلدين
هذه مقارنة عامة ومرجعية للدولتين:
| وجه المقارنة                                              | إندونيسيا         | هندوراس          |
| --------------------------------------------------------- | ----------------- | ---------------- |
| المساحة (كم2)                                             | 1.90 مليون        | 112.49 ألف       |
| عدد السكان (نسمة)                                         | 263.99 مليون      | 9.27 مليون       |
| الكثافة السكانية (ن./كم²)                                 | 138.94            | 82.41            |
| العاصمة                                                   | جاكرتا            | تيغوسيغالبا      |
| اللغة الرسمية                                             | اللغة الإندونيسية | اللغة الإسبانية  |
| العملة                                                    | روبية إندونيسية   | لمبيرة هندوراسية |
| الناتج المحلي الإجمالي (بليون دولار)                      | 1.02 تريليون      | 22.98 مليار      |
| الناتج المحلي الإجمالي (تعادل القوة الشرائية) بليون دولار | 2.85 تريليون      | 41.14 مليار      |
| الناتج المحلي الإجمالي الاسمي للفرد دولار أمريكي          | 3.35 ألف          | 2.53 ألف         |
| الناتج المحلي الإجمالي للفرد دولار أمريكي                 | 10.52 ألف         | 4.91 ألف         |
| مؤشر التنمية البشرية                                      | 0.684             | 0.606            |
| رمز المكالمات الدولي                                      | +62               | +504             |
| رمز الإنترنت                                              | .id               | .hn              |
| المنطقة الزمنية                                           |                   | 00               |

## منظمات دولية مشتركة
يشترك البلدان في عضوية مجموعة من المنظمات الدولية، منها:
| علم المنظمة | اسم المنظمة                               | تاريخ انضمام إندونيسيا | تاريخ انضمام هندوراس |
| ----------- | ----------------------------------------- | ---------------------- | -------------------- |
|             | مؤسسة التنمية الدولية                     | 20 أغسطس 1968          | 23 ديسمبر 1960       |
|             | يونسكو                                    | 27 مايو 1950           | 16 ديسمبر 1947       |
|             | وكالة ضمان الاستثمار متعدد الأطراف        | 12 أبريل 1988          | 30 يونيو 1992        |
|             | الأمم المتحدة                             | 28 سبتمبر 1950         | 17 ديسمبر 1945       |
|             | الفريق المعني برصد الأرض                  | ?                      | ?                    |
|             | الاتحاد البريدي العالمي                   | ?                      | ?                    |
|             | البنك الدولي للإنشاء والتعمير             | 13 أبريل 1967          | 27 ديسمبر 1945       |
|             | الاتحاد الدولي للاتصالات                  | 1949                   | 27 أكتوبر 1925       |
|             | منظمة حظر الأسلحة الكيميائية              | ?                      | ?                    |
|             | مؤسسة التمويل الدولية                     | 23 أبريل 1968          | 20 يوليو 1956        |
|             | المركز الدولي لتسوية المنازعات الاستشارية | 28 أكتوبر 1968         | 16 مارس 1989         |
|             | منظمة التجارة العالمية                    | ?                      | ?                    |
|             | منظمة الشرطة الجنائية الدولية             | 5 أكتوبر 1954          | ?                    |

## وصلات خارجية
- موقع وزارة الخارجية الإندونيسية
- موقع وزارة الخارجية الهندوراسية